# فيلي روبرتسون
فيلي روبرتسون (بالإنجليزية: Willie Robertson)‏ (14 أبريل 1993 بلندن في المملكة المتحدة - ) هو لاعب كرة قدم بريطاني في مركز الوسط. لعب مع دندي يونايتد ونادي ألوا أثليتيك ونادي ستيرلينغ ألبيون وفورفار أثلتيك ‏.

## وصلات خارجية
- فيلي روبرتسون على موقع قاعدة بيانات كرة القدم.إي يو (الإنجليزية)
- فيلي روبرتسون على موقع Soccerbase.com (لاعب) (الإنجليزية)
- فيلي روبرتسون على موقع Soccerway.com (الإنجليزية)